# Abraham von Dohna (Schriftsteller)
Abraham von Dohna (* 10. März 1579 in Mohrungen, Herzogtum Preußen; † 14. Dezember 1631 in Schlobitten) war ein brandenburgischer Staatsmann und Oberst.

## Leben

### Herkunft und Familie
Abraham war ein Angehöriger der preußischen Linie des Adelsgeschlechts derer von Dohna. Seine Eltern waren der preußische Rat und Amtshauptmann Achatius von Dohna (1533–1601) und Barbara, geborene von Wernsdorf (1547–1607). Der Gouverneur des Fürstentums Oranien, Christoph von Dohna (1583–1637), war einer seiner 11 Brüder. Er vermählte sich 1624 mit Anna Euphrosyne, geborene von Proeck (1598–1667), 1623 verwitwete von Below. Aus der Ehe sind drei Töchter hervorgegangen.

### Werdegang
Dohna studierte zunächst an den Universitäten in Rostock und Altdorf, unternahm dann seine Grand Tour über Paris, Genf und Florenz, um schließlich 1601/1602 in Heidelberg bei Abraham Scultetus dessen Vorlesungen in Sprachen, Geschichte, Mathematik, vor allem jedoch Theologie zu besuchen.
Nach seiner Rückkehr nach Schlobitten nahm Dohna 1603 am Warschauer Reichsrat teil. In den Jahren 1605 und 1606 beteiligte er sich am Feldzug Moritz von Oranien (1567–1625) in den Niederlanden. In niederländischen Diensten befasste er sich vor allem theoretisch mit Kriegskunst und Festungsbau. So legte er 1606 einen Entwurf zur Befestigung Emdens vor. 1609 trat er als Generalquartiermeister der Unionsarmee in den Dienst Christians von Anhalt (1568–1630) über. Bei der Belagerung und Einnahme Jülichs konnte er sich 1610 hervortun.
Dohna kehrte danach nach Preußen zurück und nahm 1611 in Vertretung für seinen Onkel Fabian I. von Dohna (1550–1621) an der kurbrandenburgischen Gesandtschaft nach Warschau teil, um dort auf dem Reichstag Kuratel und Belehnung mit Preußen für seinen Dienstherrn Johann Sigismund (1572–1619) zu empfangen.
Dohna war 1612 in Frankfurt (Main) Elektor von Kaiser Matthias (1557–1619) und nahm auch am Regensburger Reichstag 1613 teil. Im selben Jahr avancierte er zum brandenburgischen Geheimen Rat. Sein eigentliches Aufgabengebiet umfasste die Aufsicht über die Landesbefestigungen, die Zeughäuser, das Geschütz- und das Kriegsbauwesen. Zudem widmete er sich der Festigung der kleinen reformierten Gemeinden in der Mark Brandenburg. Dohna gehörte zum Kreis der Ratgeber, die Kurfürst Johann Sigismund bewogen hatten, am Weihnachtstag 1613 zum reformierten Bekenntnis überzutreten.
Im Jahr 1618 konnte er mit Polen einen Vergleich über die Schifffahrt auf der Warthe und der Oder erwirken. Noch im selben Jahr trat er als Oberst in den Kriegsdienst von Herzog Hans Georg von Jägerndorf (1577–1624) und kämpfte 1618 im Böhmischen Aufstand.
Dohna zog sich 1621 erneut nach Schlobitten zurück und widmete sich der Verwaltung seiner Güter und seinen wissenschaftlichen Studien. Während des Polnisch-Schwedischen Krieges wurde er wiederholt von Herzog Georg Wilhelm (1595–1640) in Fortifikationsfragen wegen Memel, Elbing und Königsberg zu Rate gezogen und mehrfach zu Unterhandlungen mit König Gustav Adolf (1594–1632) gesandt.

### Werke
Dohna hinterließ Arbeiten geschichtlichen, geographischen und theologischen Inhalts, eine bedeutende Sammlung mathematischer Instrumente und eine umfangreiche Bibliothek. Mit seinen architektonischen Plänen zur Befestigung Königsbergs und dem Umbau seines Schlosses Schlobitten wurde die niederländische Renaissance in Preußen einführt. Er verfasste auch einem Ballettentwurf Cyrus und Thomyris und gemeinschaftlich mit seinen Brüdern das Ewige Testament der Dohnas (1621) und die „Willkür“ der Dohnaschen Güter (1626). Insbesondere die letzteren beiden sind vom religiösen und sozialen Geist, dem sich Dohna verpflichtet fühlte geprägt.
- Historisch Reimen von dem ungereimten Reichstag anno 1613, München 1896[3];
- Christliche Gedanken über die wunderlichen Ausführung des Volkes Israel aus Ägypten, Frankfurt (Oder) 1647